# FK Donji Srem
Fudbalski Klub Donji Srem – serbski klub piłkarski ze wsi Pećinci, która leży w okręgu sremskim, w północno-zachodniej Serbii. Został założony w 1927 roku. Obecnie występuje w Srpska Liga w grupie Srpska Liga Vojvodina.